# 西州 (新疆ウイグル自治区)
西州（せいしゅう）は、中国にかつて存在した州。唐代に現在の新疆ウイグル自治区トルファン市一帯に設置された。

## 概要
640年（貞観14年）、唐により高昌が滅ぼされ、西州が置かれた。西州に安西都護府が置かれた。658年（顕慶3年）、西州都督府に改められた。742年（天宝元年）、西州は交河郡と改称された。758年（乾元元年）、交河郡は西州の称にもどされた。西州は河西道に属し、高昌・柳中・交河・蒲昌・天山の5県を管轄した。